# Nathalie Maleux
Nathalie Maleux, née le 4 juillet 1973 à Waremme est une journaliste belge de télévision de langue française. Depuis avril 2007, elle est l'une des présentatrices titulaires du Journal télévisé sur La Une. 
Après des débuts dans une radio libre de Malmedy (Sud Radio), elle effectue un bref passage à Bel RTL avant d'arriver au Centre-radio de la RTBF-Liège en 1996 où elle présente les informations matinales. En 1998, elle devient journaliste « mixte » (radio et télévision) et fait ses débuts à la télé avec un reportage sur un grave accident de la route dans le centre de Stavelot où elle fait preuve de « maîtrise pour aborder la délicate catastrophe ».
À partir de 2000, elle commence à présenter le JT de manière ponctuelle soit en tant que remplaçante de François de Brigode et de Fabienne Vande Meerssche, soit lors d'éditions spéciales. 
En avril 2007, elle devient titulaire du Journal télévisé (La Une) le weekend, à la suite de l'entrée d'Anne Delvaux en politique.
En 2011, elle quitte les journaux du weekend pour le 13h en semaine.
Depuis le 2 septembre 2019, elle présente en alternance le 19h30 en semaine avec François de Brigode.

## Biographie

### Vie personnelle
Née dans une famille modeste le 4 juillet 1973 à Waremme, d'un père ouvrier chez Cockerill et d'une mère infirmière, Nathalie Maleux grandit dans la région de Liège et fait ses études primaires à l'école communale de Fexhe-le-Haut-Clocher puis ses études secondaires au Collège Saint-Louis de Waremme,.
Elle rencontre son futur mari durant leur adolescence en participant à un mouvement de jeunesse et est la mère de Matisse, un garçon né le 6 octobre 2003,.
Elle réside toujours dans sa région natale près de Liège, dans la campagne hesbignonne plus précisément, et se passionne pour la décoration intérieure et le jardinage,. Férue de sports automobiles, elle passe sa licence de pilote en juin 2010 pour participer aux 25 Heures VW Fun Cup au profit de l'association CAP48. Le 3 juillet 2008, son village de Lamine est durement touché par les inondations ayant frappé la Hesbaye et le Condroz ; sa famille et elle font partie des sinistrés et elle ne peut présenter le JT largement consacré à la libération d'Íngrid Betancourt.

### Vie professionnelle
Enfant, elle rêvait d'être trapéziste mais voulait devenir vétérinaire. Durant le secondaire, elle hésitait entre vétérinaire et journaliste. Puis, d'abord tentée de devenir professeur de français, elle effectue en 4 ans une licence en journalisme et une agrégation de l'enseignement secondaire supérieur à l'Université libre de Bruxelles d'où elle sort en 1995,.
Elle fait ses débuts à la RTBF où elle fait quelques « piges » avant de partir sur Radio Contact Malmedy où elle est présentatrice des informations locales, reporter et journaliste,. Elle passe ensuite sur Bel RTL à Bruxelles où elle traite des informations nationales. Elle revient finalement dans la Cité ardente pour effectuer un remplacement au Centre-radio de la RTBF-Liège en 1996 où elle présente les infos de « Liège Matin »,,,. De 1998 à 2000, elle travaille à Liège comme « journaliste mixte » (radio et télévision) et commence ses premiers directs pour le JT de la RTBF le 29 juin 1998 à l'occasion d'un grave accident de circulation dans le centre de Stavelot, où elle fait preuve de « maîtrise pour aborder la délicate catastrophe ». C'est ce reportage qui la fera remarquer par le rédacteur en chef des JT Michel Konen.
En 2000, elle part pour Bruxelles où elle alterne reportages sur le terrain pour le JT et la présentation de celui-ci pour certaines éditions spéciales ou en tant que remplaçante de François de Brigode et de Fabienne Vande Meerssche  pour les éditions de journée (13 h) et du soir (19 h 30),. En 2003, lorsqu'Anne Delvaux devient titulaire au retrait de Fabienne Vande Meerssche, Hadja Lahbib est désignée comme « joker » mais c'est Nathalie Maleux qui remplira ce rôle officieusement.
À partir d'avril 2007, elle remplace Anne Delvaux en tant que titulaire pour la présentation du JT RTBF de 19 h 30 le week-end après le départ de cette dernière pour la politique alors que les noms d'Ophélie Fontana et d'Anne Goderniaux étaient également cités,. En 2008, dans le cadre de la succession du directeur des antennes Yves Bigot, elle signe un texte avec une trentaine d'autres journalistes de la RTBF tels que Jean-Claude Defossé, François De Brigode, Pierre Marlet, Christophe Deborsu, Johanne Montay et Ophélie Fontana. Ce texte reproche à la Société des Journalistes de la RTBF son manque de transparence en n'ayant pas consulté par vote l'ensemble des journalistes en assemblée générale et en n'ayant pas tenu à la disposition de tous les journalistes l'avis consultatif remis au conseil d'administration. Le 21 mars 2011, elle quitte les JT du week-end où elle est remplacée par Hadja Lahbib et devient titulaire du 13 h en semaine à la place de Sébastien Nollevaux tout en restant le joker de François De Brigode pour l'édition de 19 h 30.

### Vie associative
Le 10 juillet 2010, elle participe aux 25 Heures VW Fun Cup sur le Circuit de Spa-Francorchamps à bord d'une Volkswagen Coccinelle au profit de l'association CAP48,,. La voiture, biplace, permettait à des personnes à mobilité réduite ou invalides de participer à la course.

## Son métier de journaliste

### Ses influences
Parmi ses influences, elle cite Jean-Jacques Jespers qui fut son professeur à l'ULB et qui l'avait impressionnée par sa couverture du drame du Heysel en 1985. Elle évoque également les images de « la mort de la petite Omeyra sous les boues d'Armero, en Colombie » la même année comme l'un de ses souvenir les plus marquants. À Sud-Presse, elle cite également Françoise Van De Moortel comme la journaliste qui la faisait rêver lorsqu'elle était adolescente : « Françoise Van De Moortel, Françoise la magnifique. Elle avait la classe et l’élégance. Une beauté naturelle. »
Dans son autoportrait du Libre Momento du 23 janvier 2010, Nathalie Maleux cite le livre de Laurence Lacour « Le bûcher des innocents » comme une véritable leçon pour la profession journalistique et comme édifiant sur la façon avec laquelle la machine médiatique peut s'emballer lorsque des journalistes accusent et font basculer des vies en croyant savoir. En 2007 déjà, elle explique au Soir qu'elle a été épatée de voir comment Laurence Lacour montre les travers du travail journalistique.
Lorsque Sud Presse lui demande de laquelle des présentatrices de JT françaises elle se sent proche, Nathalie Maleux écarte d'emblée Laurence Ferrari et explique : « J’aime le côté naturel et spirituel de Lucet. Chazal et Drucker ont beaucoup d’élégance à l’antenne. Je me sens plus proche de Marie Drucker pour la ligne éditoriale du 20 h de France 2. Ils ont de très bons dossiers. »

### Son travail vu par les autres
Son premier reportage à chaud lors d'un grave accident routier à Stavelot lui permet de faire remarquer sa « maîtrise pour aborder la délicate catastrophe » qui attire l'attention du rédacteur en chef des JT Michel Konen.
Karin Tshidimba rapporte que « nombre de ses collègues louent sa bonne humeur et son bon caractère, « une vraie gentille qui ne se prend pas la tête » ». Tanguy Dumortier, journaliste à la RTBF, la qualifie de « rigueur incarnée ». À l'occasion de sa titularisation, Jean-François Lauwens souligne qu'elle très peu médiatisée en comparaison de François de Brigode ou Anne Delvaux et qu'elle a « imposé un style discret, sobre et crédible ». Karin Tshidimba considère quant à elle que ce choix « salue un parcours linéaire et sans faute » et met en évidence que cette dernière est rompue à l'exercice du direct et remarquée lors de duos électoraux avec Olivier Maroy.

### Son travail vu par elle
« Je n'ai aucun plan de carrière, je relève les défis qui viennent à moi mais je ne me suis pas fixé de limite dans la durée. »
Nathalie Maleux aime le journalisme de terrain et a donc demandé lors de sa promotion de pouvoir continuer de travailler de temps à autre sur le terrain, notamment en restant impliquée dans les éditions spéciales car, pour elle, « il est important pour un présentateur de JT d'aller de temps en temps là où se passe l'action ».
Elle affirme ne pas travailler avec un plan de carrière et que les choses arrivent par glissements naturels, par opportunités du moment. Concernant son travail de présentatrice, elle estime avoir un style naturel et espère que cela plait aux spectateurs. Elle ajoute : « J'adore ce que je fais mais je sais qu'un jour, on me demandera de ne plus apparaître à l'écran, ça fait partie du jeu ». Elle aime son travail malgré les horaires variables ainsi que la souplesse et la rigueur qu'il réclame. Tout comme le fait de devoir annoncer des mauvaises nouvelles sans laisser transparaître sa sensibilité, la « petite dose d'adrénaline chaque jour » ou encore lorsqu'un journal préparé toute une journée peut changer au dernier moment. L'une de ses qualités principales en tant que présentatrice du JT est la spontanéité qu'elle a acquise par les reportages en direct sur le terrain que ce soit à la radio ou à la télé. Qualité que l'on retrouve avec son penchant pour la présentation des soirées électorales : « Un autre truc que j'adore, ce sont les soirées électorales : donner les résultats qui parviennent en direct et les commenter, c'est plus excitant que présenter un JT, où tout est écrit. »
L'information qu'elle a eue le plus de mal à donner est le meurtre des petites Stacy et Nathalie car « la mort d’un enfant est la pire des choses à annoncer ». Elle considère que présenter le JT debout ne représente aucun intérêt sinon cosmétique et n'apporte rien d'un point de vue journalistique.

### Titulaire du JT de la RTBF

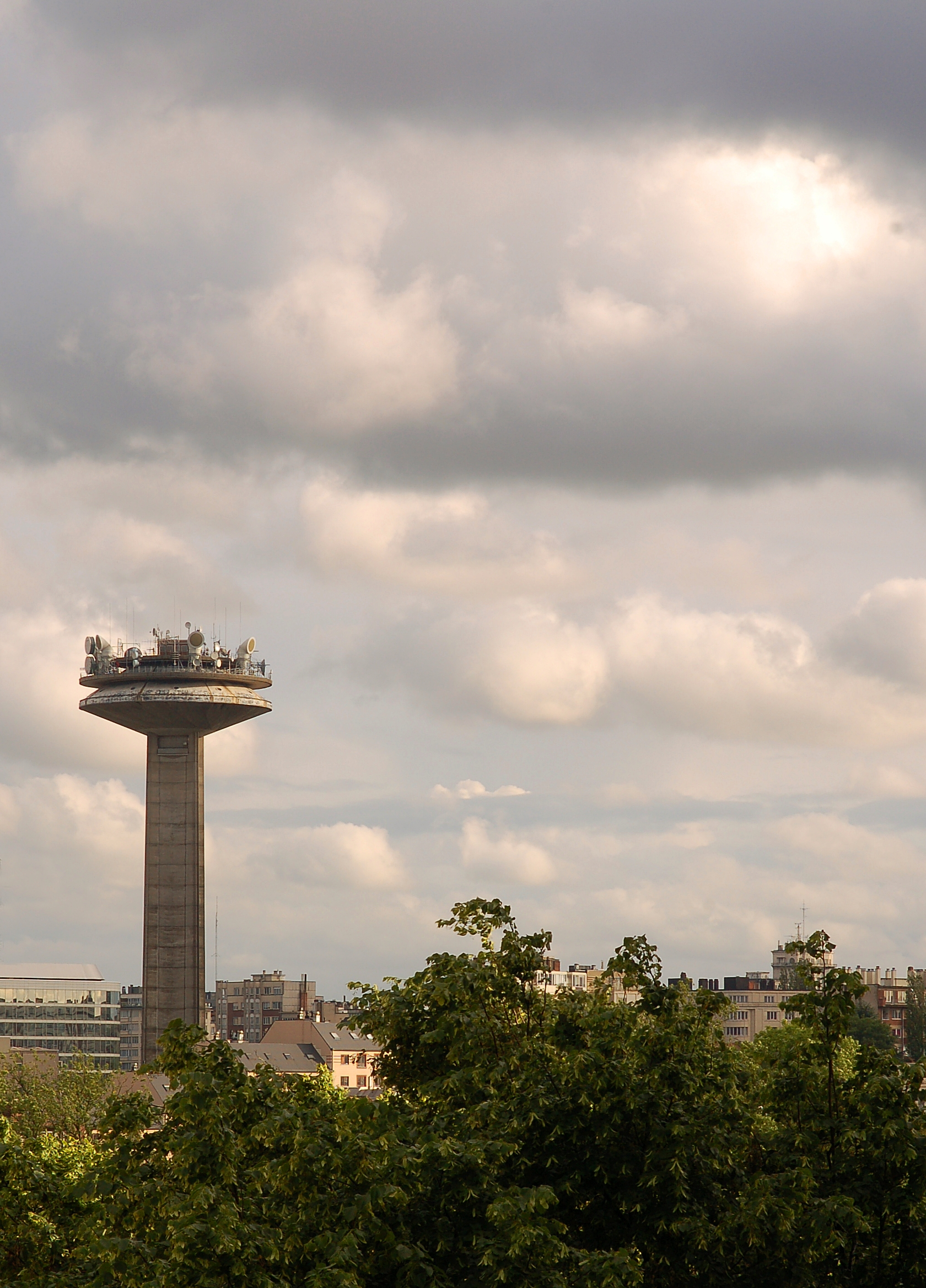
La Tour Reyers, support des relais de la RTBF et de la VRT

Comme l'explique Stéphane Rosenblatt, directeur de l'information de RTL-TVI : « Le visage du présentateur du JT est décisif et extrêmement symbolique dans l'image d'une chaîne. »
Remarquée en 1998 par Michel Konen lors de sa couverture de la catastrophe de Stavelot, Nathalie Maleux commence à présenter le JT en 2000 pour des éditions spéciales ou comme remplaçante de François de Brigode et Fabienne Vande Meerssche. En 2003, la RTBF effectue une enquête afin de déterminer la succession de Fabienne Vande Meerssche : elle arrive alors 4e derrière Anne Delvaux, Hadja Lahbib et Véronique Barbier. L'année suivante, en 2004, lorsqu'Anne Delvaux succède effectivement en tant que titulaire de Fabienne Vande Meerssche, c'est Hadja Lahbib qui est désignée comme « joker ». Toutefois, cette dernière s'éloigne progressivement de la présentation du JT pour effectuer plus de missions de terrain et c'est donc Nathalie Maleux qui remplit ce rôle de « joker » de manière informelle. Jean-François Lauwens rapporte que, pour Anne Delvaux, c'est Nathalie Maleux qui réunit toutes les qualités nécessaires pour prendre sa succession si elle devait quitter l'antenne.
Le mardi 10 avril 2007 au soir, la direction de la RTBF est informée de la décision du cdH d'accueillir Anne Delvaux à la seconde place sur sa liste électorale pour le Sénat à l'occasion des élections du 10 juin… et donc de la démission d'Anne Delvaux de sa place de présentatrice titulaire du JT. La direction de la RTBF doit alors choisir un nouveau titulaire dans l'urgence tout en souhaitant garder certains principes tels que le système « 4 jours - 3 jours » et l'attribution du week-end à une femme. Cinq femmes sont donc susceptibles de succéder à Anne Delvaux : d'abord Nathalie Maleux qui officie comme « joker » depuis 2004, Véronique Barbier qui présente « Au Quotidien », Anne Goderniaux qui est journaliste pour la même émission, Julie Morelle qui était un temps pressentie pour la présentation du « 12 minutes » et Ophélie Fontana qui présente le « 12 minutes ». L'idée de départ est de tester différents jeunes talents durant la période préélectorale mais, étant donné la rude concurrence de RTL-TVI et le fait que le JT est en pleine consolidation de ses audience, le rédacteur en chef Benoît Moulin et le directeur des antennes Yves Bigot estiment que la décision doit être prise très rapidement et que le nom de la nouvelle titulaire soit connu pour le vendredi 13 avril 2007,.
Finalement, le choix se porte — « sans surprise » — très rapidement sur Nathalie Maleux et s'inscrit dans une certaine continuité. Cette dernière était encore en vacances en République dominicaine lors de l'annonce du départ d'Anne Delvaux : c'est donc à son arrivée à l'aéroport de Zaventem qu'elle l'apprend avec surprise. C'est le jeudi, deux heures avant le JT, qu'on lui annonce qu'elle est la nouvelle titulaire. Elle n'a alors que quelques heures pour accepter la proposition mais elle considère que c'est une occasion qui ne se refuse pas malgré l'impact que cela peut avoir sur sa vie familiale.
Dès le 21 mars 2011, elle quitte la présentation des JT le week-end pour être titularisée au 13 h en semaine. Toutefois, elle reste joker de François de Brigode au 19 h 30 et est alors remplacée au 13 h par Véronique Barbier.

### Récompenses
Aux Moustiques d'Or qui récompensent le monde de la radio et de la télévision en Belgique francophone :
- en 2008, elle est seconde derrière François de Brigode (1er - RTBF)[24],[25].
- en 2009, elle est troisième derrière François de Brigode (1er - RTBF) et Hakima Darhmouch (2e - RTL-TVI)[26].
- en 2010, elle est troisième derrière Hakima Darhmouch (1er - RTL-TVI) et François de Brigode (2e - RTBF)[N 6].

## Émissions spéciales: présentations et participations
Nathalie Maleux est devenue avec le temps la spécialiste de certains types d'émissions d'actualité telles les éditions spéciales avec énormément de directs et consacrées à des évènements particuliers mais également les soirées électorales qui sont nombreuses en Belgique. Elle a animé également quelques débats politiques et a, en tant que personnalité publique, participé à des émissions comme invitée.
- le 29 juin 1998, elle présente son premier reportage au JT à l'occasion d'un grave accident de la circulation à Stavelot.
- En 2002, lors de la Coupe du monde de football, elle est l'envoyée spéciale avec André Urbain pour appuyer l'équipe de journalistes sportifs de la RTBF[27].
- Le 4 mars 2005, elle soumet au JT sa première page spéciale consacrée à l'exposition « Made in Belgium »[28].
- En 2008, elle est l'envoyée spéciale de la RTBF à Washington dans le cadre de l'élection présidentielle américaine. Après son retour, elle explique le 7 novembre 2008 sur l'antenne de La Première comment les équipes télé de la RTBF ont assuré la couverture de l’élection.
- Le 15 mars 2011, elle présente une émission spéciale intitulée « L'urgence nucléaire » dans le cadre des accidents nucléaires de Fukushima[29].

### Éditions spéciales du JT
- Le 16 décembre 2004, elle remplace André Urbain pour la présentation de l'édition spéciale consacrée au 60e anniversaire de la Bataille des Ardennes[11].
- Le 28 juin 2006, à Liège, après la découverte des corps de Stacy et Nathalie tuées par Abdallah Ait Oud[11].
- Le 7 août 2006, elle présente une édition spéciale du JT de 19 h 30 consacrée aux 50 ans de l'incendie du Bois du Cazier[30].
- Les 22 avril et 6 mai 2007, depuis l'ambassade de Belgique en France, elle présente deux éditions spéciales consacrées respectivement au premier et second tour de l'élection présidentielle française accompagnée de responsables du CSA[N 7],[31],[32].
- Le 5 novembre 2008, elle présente une édition spéciale du JT de 19 h 30 depuis Washington à l'occasion de élection présidentielle américaine[33].
- Le 22 mars 2009 à l'occasion de la Journée mondiale de l'eau, elle accueille au JT de 19 h 30 l'astronaute belge Frank De Winne en tant qu'ambassadeur de la campagne de l’UNICEF pour la promotion du traitement des eaux usées, génératrices d’épidémies dans de nombreux pays[34].
- Le 26 juin 2009, elle présente une édition spéciale du JT de 19 h 30 à la suite de la mort de Michael Jackson.
- Le 22 avril 2010, elle présente une édition spéciale du JT de 19 h 30 à la suite de la démission du gouvernement fédéral belge[35]. Dans cette édition, elle interviewe notamment le journaliste français Jean Quatremer, correspondant permanent à Bruxelles pour le quotidien Libération[36].
- Le 14 juin 2010, elle présente une édition spéciale du JT de 19 h 30 consacrée aux élections législatives fédérales[37].
- Les 29 et 30 juin 2010, elle présente en direct depuis le toit de Hôtel Memling à Kinshasa à l'occasion du 50e anniversaire de l'indépendance du Congo deux éditions spéciales du JT de 19 h 30 ainsi que deux pages spéciales des JT de 13 h des mêmes jours[38],[39],[40],[41],[42]. Parmi ses invités et les personnes qu'elle interviewe figurent notamment Georges Forrest, l'administrateur-délégué général de l'Agence congolaise de presse Jean-Marie Vianney Longonya, le secrétaire général adjoint du Mouvement de Libération du Congo Thomas Luhaka, Yves Leterme Premier Ministre démissionnaire du Royaume de Belgique, Henri Mova ambassadeur de la RDC en Belgique, Isabelle Durant députée européenne belge et vice-présidente du Parlement européen.
- Le 29 août 2010, elle présente une édition spéciale consacrée à la crise politique en Belgique à l'occasion de la démission du préformateur Elio Di Rupo[43].

### Soirées électorales
- Le 13 juin 2004, elle participe à la soirée électorale consacrée aux élections régionales présentée par François de Brigode et Hervé De Ghellinck et où elle analyse les résultats arrivant tout au long de la soirée avec Vincent de Correbyter et Thierry Bellefroid.
- Le 8 octobre 2006, elle présente et commente les résultats électoraux aux côtés d'Olivier Maroy au cours de la soirée électorale consacrée aux élections communales et provinciales et présentée par François de Brigode et Valérie Druitte[44],[45].

### Animations de débats
- Le 5 novembre 2008, après la présentation d'une édition spéciale du JT, elle anime un débat à 20h30 intitulé « L’Amérique et ses défis » depuis le centre de Washington au Belga Café[33],[46].
- Le 5 mars 2009, elle anime un débat consacré à Léon Degrelle après la diffusion du documentaire « Léon Degrelle ou la Führer de vivre » de Philippe Dutilleul.
- Le 7 juin 2011, après la diffusion du documentaire « L'occupation intime » consacré à l'occupation allemande en France durant la Seconde Guerre mondiale, elle anime un débat intitulé « Amnistie... Amnésie ? »[47]. Ce débat fait suite à la proposition de loi du parti nationaliste Vlaams Belang visant à amnistier tous les collaborateurs de la Seconde Guerre mondiale[48].

### Participations à d'autres émissions
- Le 27 octobre 2006, elle participe à une émission spéciale « Les Génies du JT » inspirée de l'émission Génies en herbe où elle intègre l'équipe des « actuels » présentateurs aux côtés d'Anne Delvaux, de Thierry Bellefroid et de François De Brigode qui oppose l'équipe des anciens présentateurs composée de Françoise Palange, Jacques Bredael, René Thierry et Jean-Jacques Jespers[49],[50].
- Le 8 novembre 2006, elle participe à l'émission pour les 50 ans du JT sur La Une où le chanteur Frédéric François lui interprète « Mon cœur te dit je t'aime »[51].
- Le 14 octobre 2007, dans le cadre de la soirée CAP48, elle effectue une numéro de trapèze à 3,5 m du sol qualifié de « féerique et hors du temps » et de « quasiment professionnel ». L'expérience lui laisse « un excellent souvenir »[52],[53],[54].
- Le 26 décembre 2007, elle présente « Les Images de l'année 2008 » avec François de Brigode[55]. À cette occasion, ils présentent un entretien exclusif avec Ségolène Royal[56].
- Le 28 décembre 2008, elle présente « Les Images de l'année 2008 » avec François de Brigode depuis le Parlement européen[57].
- Le 22 juillet 2009, elle participe à l'émission de vulgarisation « J'ai pigé » présentée par Thomas Van Hamme.
- Depuis 2010, elle présente la soirée Cap48 avec François De Brigode en direct du centre de dons d'ENTRA, afin d'assurer l'appel au don. L'autre partie du direct est animé par Jean-Louis Lahaye afin d'assurer le divertissement avec des invités tels que Cali, Raphael, Zazie, Zaz, Puggy. Un peu plus de 4 millions d'euros sont récoltés[58],[59].